# Vereinigte Volksbank Ganderkesee-Hude-Bookholzberg-Lemwerder
Die Vereinigte Volksbank eG Ganderkesee-Hude-Bookholzberg-Lemwerder ist eine deutsche Genossenschaftsbank mit Sitz in der niedersächsischen Gemeinde Hude (Oldenburg) im Landkreis Oldenburg.

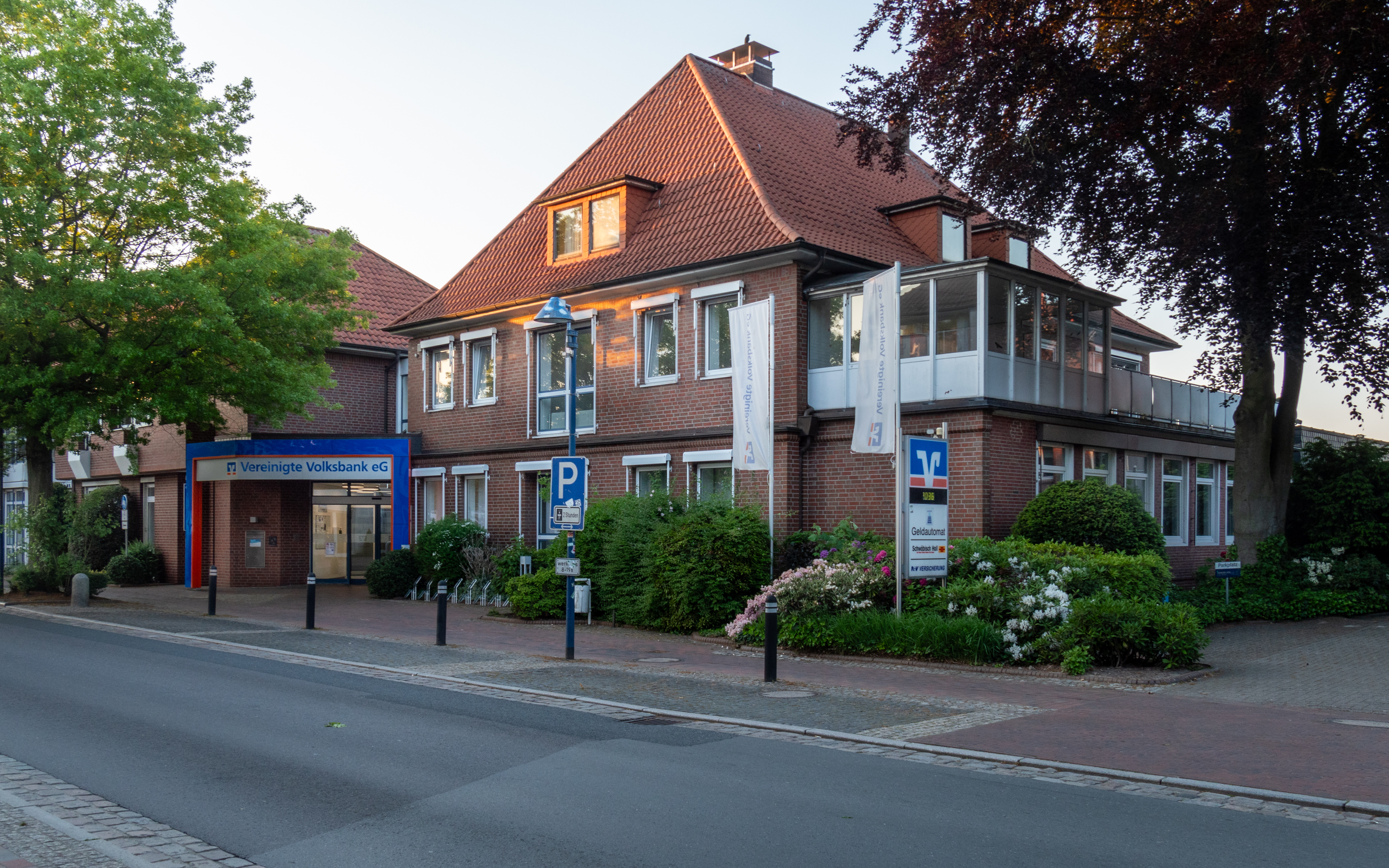
Vereinigte Volksbank in Hude

## Geschichte
Im Jahre 1998 entstand aus der Fusion der Raiffeisen – Bank Ganderkesee e.G. mit dem Sitz in Ganderkesee mit der Volksbank Hude eG die Volksbank Ganderkesee-Hude eG. Das 111-jährige Jubiläum im Jahr 2010 geht auf die Gründung der Bank in Ganderkesee am 8. Oktober 1899 zurück. Die Raiffeisen – Bank Ganderkesee e.G. fusionierte zuvor im Jahr 1991 mit der Raiffeisen-Bank Falkenburg eG mit dem Sitz in Falkenburg.
Die damalige Volksbank Hude eG hatte bereits im Jahr 1996 mit der Raiffeisenbank Wüsting eG mit dem Sitz in Wüsting fusioniert und zuvor im Jahr 1990 mit der Raiffeisenbank Tweelbäke eG mit dem Sitz in Tweelbäke.
Zum 1. Januar 2016 haben die Volksbank Ganderkesee-Hude eG und die Volksbank Bookholzberg-Lemwerder e.G. fusioniert. Die neue Bank trägt den Namen „Vereinigte Volksbank eG Ganderkesee-Hude-Bookholzberg-Lemwerder“. Die ehemalige Volksbank Bookholzberg – Lemwerder e.G. entstand im Jahr 1984 durch die Fusion der Volksbank Bookholzberg eG mit dem Sitz in Bookholzberg mit der Volksbank Lemwerder e.G. mit dem Sitz in Lemwerder.

## Rechtsverhältnisse
Die Vereinigte Volksbank eG Ganderkesee-Hude-Bookholzberg-Lemwerder (lt. GnR „Vereinigte Volksbank eG Ganderkesee - Hude - Bookholzberg - Lemwerder“) ist im Genossenschaftsregister beim Amtsgericht Oldenburg (Oldenburg) unter GnR 535 eingetragen.

## Organisationsstruktur
Rechtsgrundlagen sind das Genossenschaftsgesetz und die durch die Vertreterversammlung beschlossene Satzung. Organe der Bank sind der Vorstand, der Aufsichtsrat und die Vertreterversammlung.

## Sicherungseinrichtung
Die Vereinigte Volksbank eG Ganderkesee-Hude-Bookholzberg-Lemwerder ist der amtlich anerkannten Sicherungseinrichtung des Bundesverbandes der Deutschen Volksbanken und Raiffeisenbanken GmbH und der zusätzlichen freiwilligen Sicherungseinrichtung des Bundesverbandes der Deutschen Volksbanken und Raiffeisenbanken e.V. angeschlossen.

## Geschäftsausrichtung
Die Vereinigte Volksbank eG Ganderkesee-Hude-Bookholzberg-Lemwerder betreibt das Universalbankgeschäft. Im Verbundgeschäft arbeitet sie mit der DZ Bank, R+V Versicherung, Bausparkasse Schwäbisch Hall, Teambank, ReiseBank AG, Münchener Hypothekenbank eG, VR Smart Finanz, DZ Hyp und der Union Investment zusammen.

## Geschäftsgebiet
Das Geschäftsgebiet liegt im Norden und Osten des Landkreises Oldenburg und umfasst in Teilen die Städte Delmenhorst und Oldenburg (Oldenburg) sowie den südöstlichen Bereich des Landkreises Wesermarsch.
An diesen Orten betreibt die Bank Filialen:
- Hude (Oldenburg) (Hauptstelle, jur. Sitz)
- Ganderkesee (Geschäftsstelle)
- Bookholzberg (Geschäftsstelle)
- Lemwerder (Geschäftsstelle)
- Delmenhorst (Geschäftsstelle)
- Wüsting (Geschäftsstelle)

## Tochterunternehmen
Die Vereinigte Volksbank eG Ganderkesee-Hude-Bookholzberg-Lemwerder ist mit 100 % an der Geno Immobilien GmbH beteiligt.